# Cannagara bubona
Cannagara bubona là một loài bướm đêm trong họ Geometridae.